# Dicondylia
Dicondylia – klad i takson owadów (sześcionogów z grupy jawnoszczękich) klasyfikowany w randze podgromady. Obejmuje on rybiki oraz owady uskrzydlone.
Dawniej rybiki (Zygentoma) łączono z przerzutkami (Archeognatha) w takson szczeciogonków (Thysanura s. l.), które po wyłączeniu z owadów skrytoszczękich, odpowiadały podgromadzie owadów bezskrzydłych (Apterygota). Później zauważono, że Thysanura czy też Apterygota są grupą sztuczną, gdyż rybiki są bliżej spokrewnione z owadami uskrzydlonymi (Pterygota) niż z przerzutkami. Hennig w 1953 roku utworzył dla kladu obejmującego rybiki i uskrzydlone nazwę Dicondylia, w nawiązaniu łączącej te zwierzęta cechy związanej z przyczepem żuwaczek do puszki głowowej.
| Monocondylia | przerzutki                                             |
|              | przerzutki                                             |
| Dicondylia   | \| \| rybiki \| \| \| \| \| \| uskrzydlone \| \| \| \| |
|              | \| \| rybiki \| \| \| \| \| \| uskrzydlone \| \| \| \| |
|              | rybiki                                                 |
|              |                                                        |
|              | uskrzydlone                                            |
|              |                                                        |

|  | rybiki      |
|  |             |
|  | uskrzydlone |
|  |             |

| Monocondylia | przerzutki                                             |
|              | przerzutki                                             |
| Dicondylia   | \| \| rybiki \| \| \| \| \| \| uskrzydlone \| \| \| \| |
|              | \| \| rybiki \| \| \| \| \| \| uskrzydlone \| \| \| \| |
|              | rybiki                                                 |
|              |                                                        |
|              | uskrzydlone                                            |
|              |                                                        |

|  | rybiki      |
|  |             |
|  | uskrzydlone |
|  |             |

Jedną z cech charakterystycznych dla Dicondylia jest sposób przyczepu żuwaczek do puszki głowowej. U skrytoszczękich i przerzutek żuwaczka połączona jest z nią pojedynczym kłykciem (główka stawowa, condylus) położonym dorsalnie. Dicondylia mają natomiast żuwaczkę połączoną z puszką głowową dwoma stawami: przednim, utworzonym przez panewkę żuwaczki i kłykieć podpoliczka i tylnym, utworzonym przez tylny kłykieć żuwaczki (homologiczny z kłykciem dorsalnym żuwaczki jednostawowej). Połączenie przednie położone jest w pobliżu lub w obrębie nasady nadustka. W związku z wyewoluowaniem drugiego stawu nasada żuwaczki jest u nich powiększona. Samo połączenie, wskutek wklęsłości żuwaczki i małych rozmiarów kłykcia, jest dość luźne. Inną istotną cechą jest obecność w pełni rozwiniętego gonangulum w nasadzie pokładełka. Jest to skleryt, różnicujący się z nasady drugiej pary gonocoxa, łączący pokładełko z dziewiątym tergum odwłoka. Kolejnymi autapomorfiami Dicondylia są: pełny od strony grzbietowej szew zapotyliczny, złączone z tyłu przednie ramiona tentorium, wyraźnie mniejsze od odnóży tułowiowych głaszczki szczękowe, zatarcie fultura hypopharyngea, utrata postcephalic spina, obecność komisur i konektyw tchawkowych w odwłoku, przynajmniej czasowo zamknięty amniopor i powierzchniowe bruzdkowanie jaj. Jako możliwe autapomorfie wymienia się także pierwotnie pięcioczłonową stopę i pewne cechy plemników.
Monofiletyzm Dicondylia ma również silne poparcie w wynikach badań molekularnych i embriologicznych.
Przeciwnicy hipotezy Dicondylia argumentują natomiast, że przednie połączenie stawowe żuwaczek jest szeroko rozpowszechnione wśród sześcionogów i może być cechą prymitywną, zaś "jednostawowość" u przerzutek wtórną adaptacją do przyjmowanego przez nie pokarmu. Zwracają też uwagę na obecność u przerzutek małego sklerytu w pozycji podobnej jak gonangulum oraz obecność w pełni rozwiniętego gonangulum u wymarłych Monura, które niektórzy uznają za siostrzane dla przerzutek. Badania molekularne przeprowadzone przez Reigera i innych w 2004 roku również wskazywały na monofiletyzm szczeciogonków i ich siostrzaną pozycję w stosunku do uskrzydlonych. Znaczenie sposobu połączenia żuwaczki z puszką głowową stawia pod znakiem zapytania również odkrycie karbońskich Ceropodata, które zostały zaklasyfikowane do przerzutków, a posiadają już żuwaczkę dwukondyliczną.